# María del Carmen Matallana Ventura
María del Carmen Matallana Ventura (Palencia, 1915-Madrid, 2018) fue una farmacéutica española, condecorada con la  medalla de oro de la Asamblea Suprema de la Cruz Roja Española.
Nació en Palencia, donde su padre Gregorio Matallana Revuelta ejerció como perito agrícola hasta su traslado a Madrid en la década de 1920, continuando en la capital sus estudios y obteniendo el título de bachiller universitario (sección de ciencias) en el Instituto Cardenal Cisneros en 1933. Además de María del Carmen, del matrimonio entre Gregorio Matallana y Gertudis Ventura Martínez-Puertas también nacieron Santiago (Ingeniero Agrónomo), Juan (Perito Agrícola y Técnico Bromatólogo) y Luís (Perito Agrícola y Licenciado en Farmacia).   
Durante la guerra civil regresó con su familia a Palencia, participando, en junio y julio de 1938 en los cursillos de iniciación de puericultura organizados por el Servicio Provincial de Higiene Infantil (Instituto de Higiene) y la Delegación Provincial de Auxilio Social. También aprobó, en 1938, unas oposiciones para auxiliares de mecanografía convocadas por la delegación provincial de la Central Nacional-Sindicalista. Al finalizar la contienda, terminó, en el curso 1939-1940, sus estudios de farmacia en la Universidad Complutense de Madrid. Años más tarde se registró como colegiada en el Colegio de Farmacéuticos de Guipúzcoa en 1964.
Carmen Matallana nunca se dedicó profesionalmente al ejercicio de la farmacia, sino que fue Dama Enfermera de la Cruz Roja Española, dedicándose, principalmente, a colaborar con los médicos durante las intervenciones quirúrgicas realizadas en el hospital madrileño de dicha institución. También presidió en diferentes ocasiones las mesas petitorias instaladas por la Cruz Roja durante la denominada “Fiesta de la Banderita”, como las instaladas en la plaza de la Moncloa en 1952 y 1955 o la localizada en Auxilio Social (c/ José Abascal, 39) en 1975.

 Su intensa colaboración con esta institución fue reconocida en 1951 con la medalla de plata de la Orden Española y Humanitaria de la Santa Cruz y Víctimas del Dos de Mayo de 1808, así como con las medallas de plata y oro (en 1960 y 1974, respectivamente) de la Asamblea Suprema de la Cruz Roja Española.
En 1939 se casó con Román Casares López (1908-1990), catedrático de análisis químico de la Facultad de Farmacia de Madrid y director de la Escuela de Bromatología, esto le permitió relacionarse con los principales académicos de farmacia de diferentes países. Como han mostrado diferentes trabajos de historia de la ciencia, en las parejas científicas la colaboración femenina podía tener un papel clave en la consolidación de la trayectoria de los investigadores, a pesar de que muchos de estos ejemplos hayan permanecido ocultos.
En este caso, el matrimonio no tuvo hijos y ambos participaron en numerosos actos organizados por la Universidad Complutense de Madrid y la Real Academia Nacional de Farmacia. También colaboró en la realización de largos viajes y visitas académicas a Suiza y América Latina en las décadas de 1950 y 1960, en las que Casares impartió diferentes conferencias sobre bromatología. Además de acompañarle y asistirle en la organización estos actos, también le ayudó en la organización y transcripción de los numerosos trabajos publicados por Casares a lo largo de su carrera. Como ejemplo del valor de esta contribución femenina aparece recogido en la dedicatoria que incluyó Román Casares en su manual Química de Alimentos (Saeta, 1942), en el que aparece la siguiente inscripción: “A mi mujer, colaboradora en el hogar de mi labor científica”. 

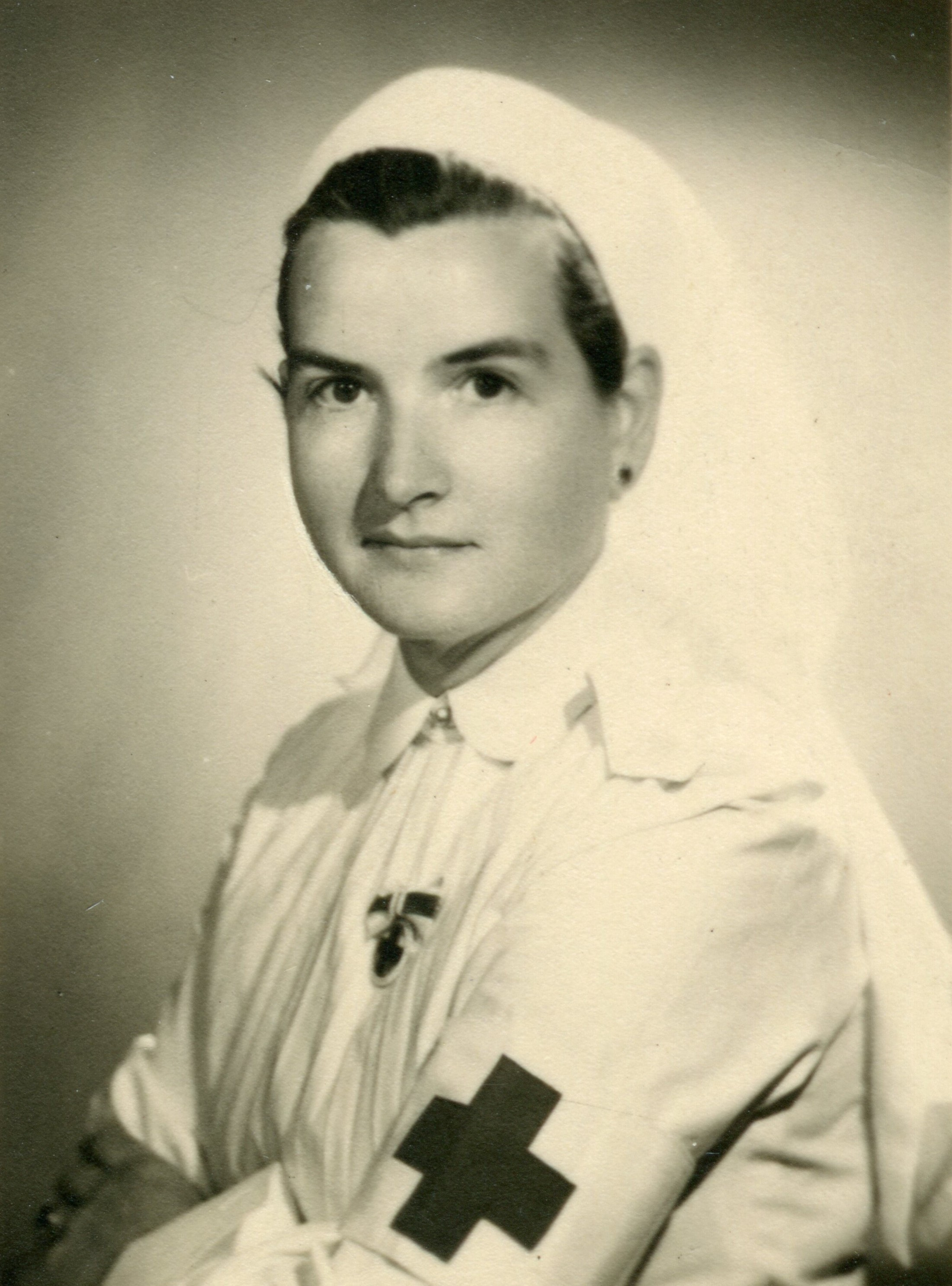
Mª del Carmen Matallana con el uniforme de Dama de la Cruz Roja en la década de 1940.